# P. C. Alexander
P. C. Alexander (Padinjarethalakal Cherian Alexander; Malayalam പി. സി. അലക്സാണ്ടർ; * 20. März 1921 in Pathanamthitta, Travancore; † 10. August 2011 in Chennai, Tamil Nadu) war ein indischer Diplomat und Politiker, der unter anderem zwischen 1985 und 1988 Hochkommissar im Vereinigten Königreich, von 1988 bis 1990 Gouverneur von Tamil Nadu, zwischen 1993 und 2002 Gouverneur von Maharashtra sowie zugleich von 1996 bis 1998 Gouverneur von Goa war.
Vor der Präsidentschaftswahl am 15. Juli 2002 galt er anfangs als möglicher Kandidat der Bharatiya Janata Party (BJP) für das Amt des Staatspräsidenten. Allerdings zog die BJP die Kandidatur zurück, nachdem deutlich wurde, dass der Indische Nationalkongress (INC) die Bewerbung Alexanders nicht mittragen würde.

## Leben

### Studium, Verwaltungsbeamter und Hochkommissar in London
Alexander absolvierte nach dem Schulbesuch zunächst ein grundständiges Studium, das er mit einem Master of Arts abschloss. Ein postgraduales Studium der Literaturwissenschaft beendete er zunächst mit einem Master of Literature (M.Litt.) sowie danach mit einem Doktortitel (D.Litt.).
Nach der Unabhängigkeit Indiens vom Vereinigten Königreich am 15. August 1947 trat Alexander 1948 in den Staatsdienst ein und war unter anderem zwischen 1963 und 1966 Leitender Berater bei den Vereinten Nationen (UN) in New York City. Später war er zwischen 1970 und 1974 Leiter des UN-Projekts in Teheran und nach seiner Rückkehr nach Indien von 1975 bis 1978 Sekretär des Handelsministeriums. 1978 kehrte er zur UNO zurück und fungierte bis 1981 zunächst als Leitender Berater sowie zuletzt als Assistierender Generalsekretär und Exekutivdirektor des UN-International Trade Centre in Genf, ehe er 1981 Erster Sekretär von Premierministerin Indira Gandhi wurde. Dieses Amt bekleidete er auch nach der Ermordung Indira Gandhis 1984 bei deren Sohn und Nachfolger als Premierminister, Rajiv Gandhi, bis 1985.
1985 wurde Alexander Nachfolger von V. A. Seyid Muhammad als Hochkommissar im Vereinigten Königreich und übernahm damit bis 1988 einen der wichtigsten diplomatischen Posten.

### Gouverneur und Mitglied der Rajya Sabha
Am 17. Februar 1988 wurde Alexander, dem auch ein Ehrendoktor der Literaturwissenschaften verliehen wurde, als Nachfolger von Sundar Lal Khurana Gouverneur des Bundesstaates Tamil Nadu und übte dieses Amt bis zu seiner Ablösung durch Surjit Singh Barnala am 24. Mai 1990 aus.
Die Jahre später wurde er am 12. Januar 1993 als Nachfolger von C. Subramaniam Gouverneur von Maharashtra und bekleidete dieses Amt als Gouverneur dieses Bundesstaates bis zu seiner Ablösung durch Chunilal Karsandas Thakker am 13. Juli 2002. Zeitgleich wurde er am 19. Juli 1996 Gouverneur von Goa und damit Nachfolger von Romesh Bhandari. Auf diesem Posten blieb er bis zum 16. Januar 1998 und wurde am darauf folgenden Tag durch T. R. Satish Chandran abgelöst.
Vor der Präsidentschaftswahl am 15. Juli 2002 galt er anfangs als möglicher Kandidat der Bharatiya Janata Party (BJP) für das Amt des Staatspräsidenten. Allerdings zog die BJP die Kandidatur zurück, nachdem deutlich wurde, dass der Indische Nationalkongress (INC) die Bewerbung Alexanders nicht mittragen würde. Daraufhin benannte die BJP den bisherigen Vizepräsidenten Krishan Kant zu ihrem Präsidentschaftskandidaten.
Alexander wurde daraufhin als Parteiloser am 29. Juli 2002 Mitglied der Rajya Sabha, des Oberhauses des indischen Parlaments, und vertrat in diesem bis zum 2. April 2008 den Bundesstaat Maharashtra. Während dieser Zeit war er von November 2002 bis April 2008 Vorsitzender des Industrieausschusses der Rajya Sabha.
Aus seiner Ehe mit Ackama Alexander gingen zwei Söhne und zwei Töchter hervor.